# Deep Purple World Tour 2016
Deep Purple World Tour 2016 – dwunasta trasa koncertowa grupy muzycznej Deep Purple, w jej trakcie odbyły się trzydzieści dwa koncerty.

## Program koncertów
1. "The Planets" (cover Gustava Holtza)
2. "Highway Star"
3. "Bloodsucker"
4. "Hard Lovin' Man"
5. "Strange Kind of Woman"
6. "Vincent Price"
7. "Contact Lost"
8. "Uncommon Man"
9. Guitar Solo
10. "The Well-Dressed Guitar"
11. "Lazy"
12. "Demon's Eye"
13. "Hell to Pay" (nie było grane na wszystkich koncertach)
14. "Keyboard Solo
15. "Perfect Strangers"
16. "Space Truckin'"
17. "Smoke on the Water"

Bisy:
1. "Green Onion"/"Hush" (cover Billy'ego Joe Royala)
2. "Bass Solo
3. "Black Night"

## Lista koncertów
1. 9 maja 2016 - Sapporo, Japonia - Nitori Bunka Hall
2. 10 maja 2016 - Hakodate, Japonia - Shimin Kaikan
3. 12 maja 2016 - Sendai, Japonia - Sun Plaza Hall
4. 13 maja 2016 - Fukushima, Japonia - Koriyama Shimin Bunka Centre
5. 15 maja 2016 - Tokio, Japonia - Nippon Budokan
6. 16 maja 2016 - Osaka, Japonia - Festival Hall
7. 18 maja 2016 - Nagoja, Japonia - Shimin Kaikan
8. 22 maja 2016 - Rishon LeZion, Izrael - Live Park
9. 2 czerwca 2016 - Moskwa, Rosja - Olimpijskij
10. 4 czerwca 2016 - Sankt Petersburg, Rosja - Ledovy Dvorets
11. 6 czerwca 2016 - Rostów nad Donem, Rosja - Palace of Sports
12. 8 czerwca 2016 - Krasnodar, Rosja - Palace of Sports
13. 10 czerwca 2016 - Helsinki, Finlandia - Kaisaniemi Park (Rock in Helsinki Festival)
14. 11 czerwca 2016 - Oulu, Finlandia - Raatin Stadion (Rock the North Festival)
15. 17 czerwca 2016 - Horsens, Dania - The Prision (Open Air Festival)
16. 1 lipca 2016 - Göteborg, Szwecja - Liseberg
17. 2 lipca 2016 - Sztokholm, Szwecja - Gröna Lund
18. 5 lipca 2016 - Antalya, Turcja - Kır Aktivite Alanı (występ na Expo 2016)
19. 8 lipca 2016 - Klam, Austria - Burg Clam (Clam Rock Festival)
20. 9 lipca 2016 - Eisenstadt, Austria - Schlosspark (festiwal Lovely Days)
21. 12 lipca 2016 - Genua, Włochy - Arena Del Mare (Goa-Boa Festival)
22. 13 lipca 2016 - Brescia, Włochy - Arena Campo Marte
23. 16 lipca 2016 - Montreux, Szwajcaria - Auditorium Stravinski
24. 18 lipca 2016 - Servigliano, Włochy - Park Pokoju
25. 19 lipca 2016 - Monachium, Niemcy - Tollwood
26. 20 lipca 2016 - Fulda, Niemcy - Domplatz
27. 22 lipca 2016 - Drezno, Niemcy - Ogród Młodzieżowy
28. 23 lipca 2016 - Krefeld, Niemcy - Konigpalast
29. 26 lipca 2016 - Słupsk, Polska - Amfiteatr w Dolinie Charlotty (Festiwal Legend Rocka)
30. 29 lipca 2016 - Tienen, Belgia - Suikerock Festival
31. 30 lipca 2016 - Loreley, Niemcy - Deep Purple on the Rock
32. 31 lipca 2016 - Mosbach, Niemcy - Open Air Festival

## Źródła
- Deep Purple Tour Page